# アウトドアスパイス ほりにし

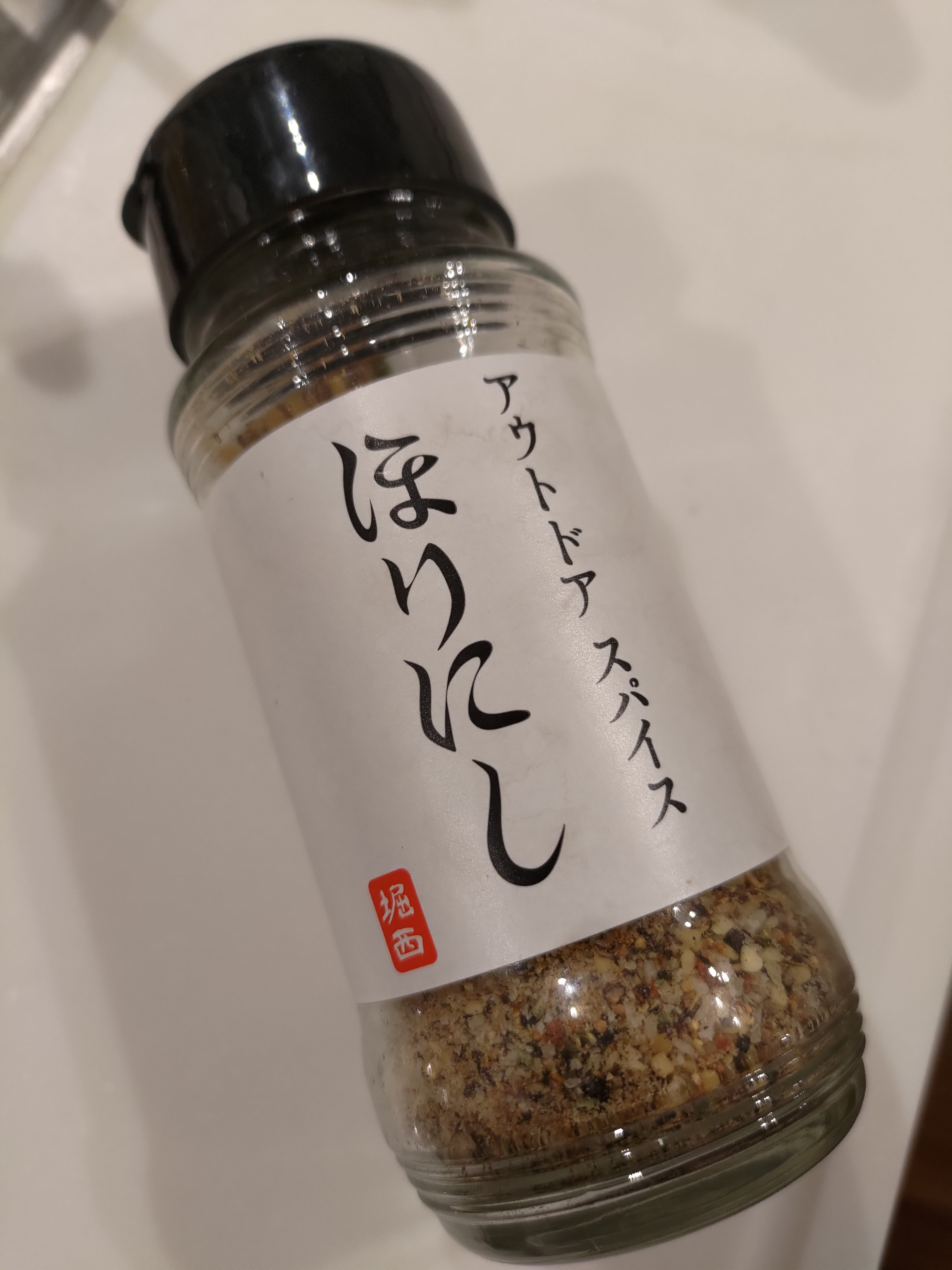
アウトドアスパイス ほりにし

アウトドアスパイス ほりにしは和歌山県かつらぎ町にあるアウトドアショップ「ORANGE」が2019年4月より販売するミックススパイス。しょうゆパウダーをベースに、フランス料理でソースのベースに使われている香味野菜のミルポワパウダーや、地元和歌山の名産であるみかんの皮（陳皮）など約20種類のスパイスを独自の配合でブレンドし和食にも洋食にも合う万能な旨味に仕上げている。

## 概要
販売するアウトドアショップ「ORANGE」のマネージャー堀西晃弘がキャンプやアウトドアの際に色々なスパイスや調味料を持って行っていたが、「お酒を飲む時につまみやおかずがもっと簡単に作れないものか」と煩わしさを無くす為に、一つのスパイスでどんな食材にも合うようなオールマイティスパイスが出来ればとプロジェクトリーダーを務め、開発にかかる。「日本人の舌に合い、キャンプで肉料理に合う味」を目指し、当初は市販品を調合しての万能調味料作りを始めるが、市販品では細やかな味の調整ができず、自前での開発の限界を知りすぐに断念。その後、スパイスを調合してくれる企業を探し出し調味料の専門家にサンプル作ってもらう。商品化までに試作した配合はサンプル制作200種類以上、テイスティングテストは130回以上にも及ぶ。
ほりにし販売開始後、キャンプイベントでメーカーやガレージブランドの関係者に配っているうちに、何にでも合う万能さと絶妙な旨味の中毒性がSNSで話題になり、またたく間にキャンパーの間で認知度が高まり、1年で約10万本を販売する大ヒット商品となる。
2024年5月末時点で累計出荷本数652万本を突破している。

## ラインナップ

### ほりにし（白ラベル）：万能
キャンプやBBQの肉料理はもちろん魚・野菜等にもマッチングできる仕上がり。素材のおいしさを生かすために塩味をおさえ、ペッパーやガーリック、ハーブの香りに唐辛子の辛味、お肉にも魚にも合うのオールマイティなアウトドアスパイス調味料。販売価格 ¥842
2021年秋に開催された調味料選手権で総合2位を獲得。2023年第64回ジャパンフードセレクションの食品・飲料部門でグランプリ受賞。

### ほりにし辛口（赤ラベル）：旨辛
ほりにし販売開始から1年が経った頃、ユーザーから辛口の商品を出してほしいとの要望により「ほりにし」をベースに、さらに3種類のスパイスが追加され、23種類の素材を絶妙な配合で辛み成分をブレンド。ただ辛いだけでなく旨さの中に辛さをプラスした「旨辛」仕上げ。販売価格 ¥950
2020年クラウドファンディングのマクアケにて先行販売を開始するとプロジェクトを公開3日にして目標金額1000%を達成し、様々なメディアに取り上げられ、開始から2ヶ月ほどでなんと目標金額3333%、応援購入総額10,000,000円突破。最終的には目標を大幅に上回る達成率「4229%」を成し遂げ、総額「12,688,700円」に到達した。

### ほりにしプレミアム（金ラベル）：究極
「ほりにし」に、世界三大珍味の一つであるトリュフと塩を合わせた「白トリュフソルト」をプラスした、プレミアムな一品。冬しか収穫する事ができないため希少価値が高く、香りの良い「白トリュフソルト」は、料理に一振りするだけで高級感ある香りと風味が広がる。販売価格 ¥1,590
ほりにしレッドに続き、クラウドファンディングにて最終達成率は「16654%」を成し遂げ、総額「49,963,160円」。

### ほりにしブラック（黒ラベル）：燻製
マッシュルームや椎茸などの旨味を追加し、「ほりにし」よりさらに多い23種類のスパイスや調味料をブレンドして、「燻製岩塩」が自然な燻製の風味を引き出しイカ墨や黒豆きな粉などを追加。販売価格 ¥994
「ほりにし」が調味料選手権2位を獲得した年の1位が「燻製フレーバーのドレッシング」であった。「燻製」というキーワードは、アウトドアショップとしてはお株を奪われたと感じ、それがきっかけで制作を開始。見事「調味料選手権 2022」で総合第1位とスパイス部門最優秀賞をW受賞。

## コラボ
アーティストやスポーツ選手のほか、「ご当地ほりにし」として各自治体や「TOKYO GIRLS COLLECTION」など各種イベントとコラボしたラベルを展開（過去ラベル一覧）。
ローソンコラボ
2022年8月2日、「からあげクンほりにし」が全国発売。あわせて「ほりにし」を使用した炒飯タイプのおにぎり「ほりにしおにぎり」も発売された。また「アウトドアスパイス ほりにし」「アウトドアスパイス ほりにし 辛口」も店頭で販売し、近畿エリア限定で「からあげクンほりにし 辛口」と「ほりにし」を使用したガーリックライスの上に、さらにほりにし味のチキンステーキとバターをトッピングした「ほりにし監修 ザ・キャンプめし」も発売。
2022年12月20日、近畿エリア限定で「ほりにし」の小袋がセットになったフライドチキン弁当が発売。
2023年3月7日、コラボ第3弾として「からあげクン 燻製ほりにしブラック味」が近畿エリア限定販売。「からあげクン ほりにし味（ノーマル味）」も再販。
2024年4月30日、「ほりにし ぽてとチーズバーガー」、「アウトドアスパイスほりにしおにぎり」、「ほりにし ミックスグリル弁当」、「ほりにし グリルチキンサンド」が近畿エリアで販売。
津本式
「釣りフェスティバル2023」で「魚に使う『塩』をスパイス化したい」という津本さんの想いを、2種類のフレーバーで商品化。
1つめの『わさび昆布』フレーバーは、昆布の旨みと、わさびが持つ和風の辛味を厳選した塩に加え、まだ「若く」旨みが眠っている「鮮度の高い魚」でさえも、一気に味のボルテージを引き上げるようなパンチ力。
2つめの『白味噌』フレーバーは、味が画一化しやすい白身魚に主力となる塩味を囲むように、グルタミン酸系の強い旨味の白味噌を主体として配合。
ミウラメシ×OCEANS
「海のほりにし レモン風味」OCEANSで人気連載中のミウラメシ マーシーこと三浦理志とのコラボレーション。「ほりにし」のニンニクを抑えて、旨味はそのままで、レモンフレーバーで爽やかさをプラス。
映画『東京リベンジャーズ2』
2023年4月21日公開映画『東京リベンジャーズ2 血のハロウィン編 -運命-』にて限定コラボ商品としてキャンプ、レジャーや普段使いに最適な保冷ポーチ付きをフジテレビショップにて販売。
日清食品
2024年3月1日、日清食品チルド株式会社から「アウトドアスパイス ほりにし監修焼そば 2人前」 を発売。
2024年4月29日、「日清焼きそばU.F.O ほりにし監修オリジナルスパイス付きソース焼きそば」を発売。
ガシャポン
4種の味をミニチュアチャーム化。それぞれのスパイスを砂で表現し、蓋の開閉ギミックも付与。